# دانشگاه بین‌المللی کامبوج
دانشگاه بین‌المللی کامبوج (به لاتین: International University) یک دانشگاه در کامبوج است که در پنوم‌پن واقع شده‌است.